# Michael Mann (Soziologe)
Michael Mann (* 18. August 1942 in Manchester), gebürtiger Brite, ist seit 1987 Professor für Soziologie an der Universität von Kalifornien in Los Angeles (UCLA).

## Leben
Michael Mann studierte Geschichte in Oxford und promovierte dort 1971 in Soziologie mit einer Arbeit über die General Foods Corporation (heute Mondelēz International).
Von 1971 bis 1977 lehrte er Soziologie an der University of Essex, unterbrochen von einem Gastaufenthalt in Yale. Anschließend war er bis 1987 Lektor für Soziologie an der London School of Economics. Seit 1987 ist er Professor für Soziologie an der Universität von Kalifornien in Los Angeles (UCLA).
Mann besitzt sowohl die britische als auch die US-Staatsbürgerschaft. Er spricht Französisch und kann Deutsch und Spanisch lesen.
Mann war Gastprofessor in Madrid, am Birkbeck College in London, an der Queen’s University in Belfast und Gastprofessor für amerikanische Geschichte und Institutionen in Cambridge.
Mann veröffentlichte zahlreiche Werke, die ihm unter anderem die Goldmedaille der Universität von Helsinki, die Ehrenmitgliedschaft der Universität von Leiden und 1998 auch den Ehrendoktortitel für Literatur von der McGill University in Montreal einbrachten. 2015 wurde er in die American Academy of Arts and Sciences und in die British Academy gewählt. 2018 war er der erste Preisträger des vom Hamburger Institut für Sozialforschung vergebenen undotierten Siegfried-Landshut-Preises.

## Schriften (Auswahl)
Zu seinen wichtigsten Büchern zählen Geschichte der Macht, Die ohnmächtige Supermacht und Die dunkle Seite der Demokratie: Eine Theorie der ethnischen Säuberung. In Die ohnmächtige Supermacht kritisiert Mann die Politik der Vereinigten Staaten im 21. Jahrhundert. In seinem Buch Die dunkle Seite der Demokratie (Eine Theorie der ethnischen Säuberung) untersucht Mann das Zusammenspiel von ethnischen Säuberungen und Demokratie.
- Consciousness and Action Among the Western Working Class 1981. Humanities Press, 1981, ISBN 978-0-391-02268-3.
- Socialism can survive: Social change and the Labour Party. Fabian Society, 1985, ISBN 978-0-7163-0502-6.
- The Sources of Social Power. Band 1: A History of Power from the Beginning to AD 1760. Cambridge University Press, Cambridge 1986, ISBN 978-0-521-30851-9.

- deutsch: Geschichte der Macht. Band 1: Von den Anfängen bis zur griechischen Antike. Campus, Frankfurt am Main 1998, ISBN 978-3-593-34577-2; Band 2: Vom Römischen Reich bis zum Vorabend der Industrialisierung. Campus, Frankfurt am Main 1991, ISBN 978-3-593-35170-4.

- States, War, and Capitalism: Studies in Political Sociology. Blackwell, 1988, ISBN 978-0-631-15973-5.
- The Sources of Social Power. Band 2: The Rise of Classes and Nation States, 1760–1914. Cambridge University Press, Cambridge 1993, ISBN 978-0-521-44585-6.

- deutsch: Geschichte der Macht. Band 3: Die Entstehung von Klassen und Nationalstaaten (Teil I). Campus, Frankfurt am Main 1998, ISBN 978-3-593-36108-6.
- Geschichte der Macht. Band 3: Die Entstehung von Klassen und Nationalstaaten (Teil II). Campus, Frankfurt am Main 2001, ISBN 978-3-593-36390-5.

- Incoherent Empire. Verso, London/New York 2003, ISBN 978-1-85984-582-0.
  - deutsch: Die ohnmächtige Supermacht. Warum die USA die Welt nicht regieren können. Übersetzt von Thomas Atzert, Campus-Verlag, Frankfurt am Main/New York 2003, ISBN 978-3-593-37313-3.
- Fascists. Cambridge University Press, Cambridge 2004, ISBN 978-0-521-83131-4.
- The Dark Side of Democracy: Explaining Ethnic Cleansing. Cambridge University Press, Cambridge 2004, ISBN 978-0-521-53854-1.[2]

- deutsch: Die dunkle Seite der Demokratie: Eine Theorie der ethnischen Säuberung. Übersetzt von Werner Roller. Hamburger Edition, Hamburg 2007, ISBN 978-3-936096-75-0.

- Power in the 21st Century. Polity Press, 2011, ISBN 978-0-7456-5322-8.
- The Sources of Social Power. Band 3: Global Empires and Revolution, 1890–1945. Cambridge University Press, Cambridge 2012, ISBN 978-1-107-65547-8.
- The Sources of Social Power. Band 4: Globalizations, 1945–2011. Cambridge University Press, Cambridge 2012, ISBN 978-1-107-61041-5.
- On Wars. Yale University Press, New Haven 2023, ISBN 978-0-300-26681-8.
  - deutsch: Über Kriege, aus dem Englischen von Ulrike Bischoff, Michael Bischoff, Laura Su Bischoff, Hamburger Edition, Hamburg 2024, ISBN 978-3-86854-383-4.